# Granger (Wyoming)
Granger è un centro abitato (town) degli Stati Uniti d'America, situato nella Contea di Sweetwater nello Stato del Wyoming. Nel censimento del 2000 la popolazione era di 146 abitanti.

## Geografia fisica
Secondo i rilevamenti dell'United States Census Bureau, la località di Granger si estende su una superficie di 6,4 km², tutti occupati da terre.

## Popolazione
Secondo il censimento del 2000, a Granger vivevano 146 persone, ed erano presenti 40 gruppi familiari. La densità di popolazione era di 22,8 ab./km². Nel territorio comunale si trovavano 76 unità edificate. Per quanto riguarda la composizione etnica degli abitanti, l'82,19% era bianco, l'8,22% apparteneva ad altre razze e il 9,59% a due o più. La popolazione di ogni razza ispanica corrispondeva al 22,60% degli abitanti.
Per quanto riguarda la suddivisione della popolazione in fasce d'età, il 28,8% era al di sotto dei 18, il 10,3% fra i 18 e i 24, il 18,5% fra i 25 e i 44, il 33,6% fra i 45 e i 64, mentre infine l'8,9% era al di sopra dei 65 anni di età. L'età media della popolazione era di 38 anni. Per ogni 100 donne residenti vivevano 100,0 uomini.